# 金城良守
金城 良守（かねしろ よしもり）は、日本の電気・電子工学者。大阪工業大学工学部電気電子システム工学科准教授。博士（工学）（大阪大学）。IEEE A-SSCC Technical Program Committee RF Sub-Committee 2007-2009。
専門は、電気/電子回路設計（LSI、高周波シリコンIC等）・半導体集積回路、無線通信工学（RF-CMOS、RFフロントエンドモジュール等）。

## 略歴
1997年大阪工業大学工学部電気工学科卒業。1999年大阪大学大学院工学研究科修士課程修了。2002年同大学院工学研究科電子情報エネルギー工学専攻博士課程修了、博士（工学）（大阪大学）。松下電器産業（現：パナソニック）に入社し、本社R&D戦略半導体開発センター研究員を経て、2010年大阪大学大学院工学研究科CREST特別研究員。2011年村田製作所通信・センサ事業本部にて、無線通信工学の研究に従事。2023年大阪工業大学工学部に着任し、電気電子システム工学科准教授。
主な所属学会は、IEEE、電子情報通信学会。主な受賞は、IEEE APMC 2023 Microwave Prize。

## 主な研究
- エネルギーハーベスティングのための高効率かつ高感度なマイクロ波電力伝送受信IC及びシステムの開発 ：科学技術振興機構(JST) 大学発新産業創出プログラム(START) 大学・エコシステム推進型2024採択プロジェクト[2]
- 無線通信用の半導体集積回路の研究
- 極低消費電力CMOS送受信集積回路の研究開発
- 広帯域かつ低損失な方向性結合器の研究開発